# Oksana Pokaltxuk
Oksana Pokaltxuk   (3 de març de 1986) és una jurista i defensora dels drets humans ucraïnesa. Després de treballar al Tribunal Europeu de Drets Humans de la Unió Europea, va dirigir la secció ucraïnesa d'Amnistia Internacional a partir del 2017.
Dimití del seu càrrec el 5 d'agost del 2022 arran de la publicació el dia anterior d'un informe per l'ONG, molt favorable al discurs i propaganda russos i saludat pel govern rus, en el qual es criticava l'actitud suposada de l'exèrcit ucraïnès mentre defensa la seva població de la guerra i invasió russa en territori ucraïnès, que fou seguit d'un tuit de la secretària de l'entitat Agnès Callamard que, a més de defensar l'informe, va desqualificar tots els comentaris contraris al contingut del document.